# Вашингтон (Небраска)
Вашингтон (енгл. Washington) град је у америчкој савезној држави Небраска.

## Демографија
По попису из 2010. године број становника је 150, што је 24 (19,0%) становника више него 2000. године.
| Група             | 2000.       | 2010.       |
| Белци             | 125 (99,2%) | 147 (98,0%) |
| Афроамериканци    | 0 (0,0%)    | 2 (1,3%)    |
| Азијати           | 0 (0,0%)    | 0 (0,0%)    |
| Хиспаноамериканци | 0 (0,0%)    | 0 (0,0%)    |
| Укупно            | 126         | 150         |